# Észak-Szombathely
Szombathely északi részéhez tartozik Herény, Kámon, Minerva lakópark és a Stromfeld lakótelep.

## Herény

### Határai
A 89-es út a Szent Imre herceg útjától - Perint-patak a Vashídig - földút a Gyöngyös-patakig - Gyöngyös patak a Tulipán utcáig - földút a Szabadnép utcáig - Szabadnép utca a Szent Imre herceg útjáig - Szent Imre herceg útja a 89-es útig

### Lakóház típusok
Ezen a városrészen kizárólag kertes házak épültek.

### Fő utcák
- Szent Imre herceg útja
- Muskátli utca (elkerülő)
- 89-es út

### Látnivalók
- Arborétum

### Tömegközlekedés
- 1-es busz
- 1C busz

## Kámon

### Határai
89-es út a Szent Imre herceg útjától - 87-es út - Verseny utca - Élmunkás utca a Kőszegi vasútvonalig  - Kőszegi vasútvonal a 87-es útig - 87-es út a Soproni vasútvonalig - Soproni vasútvonal a Semmelweis Ignác utcáig - Semmelweis Ignác utca - Bocskai István körút - Horváth Boldizsár körút - Gyöngyös-patak a Tulipán utcáig - földút a Szabadnép utcáig - Szabadnép utca - Szent Imre herceg útja - 89-es út

### Lakóház típusok
Csak kertes házak találhatók. A 11-es Huszár út mentén építettek egy lakótelepet ott láthatók emeletes házak.

### Fő utcák
- 11-es Huszár út
- Szent Imre herceg útja
- Söptei út
- 87-es út
- Bocskai István körút
- Horváth Boldizsár körút

### Látnivalók
- Arborétum

### Iskolák
- Gothard Jenő Általános Iskola
- Neumann János Általános Iskola
- Vasi bau Fa- és Építőipari Szakképzőiskola

### Tömegközlekedés
- 2A busz
- 2C busz
- 3-as busz
- 6-os busz
- 29A busz
- 29C busz
- 35-ös busz

## Minerva lakópark

### Határai
87-es út az erdő szélétől - Kőszegi vasútvonal - Erdő széle a 87-es útig

### Lakóház típusok
Könnyűszerkezetű kertes és emeletes házak épültek itt.
A METRO áruház és a Szombathely Center itt található.

### Fő utcák
- 87-es út

### Látnivalók
- Látnivalók nem találhatók ebben a városrészben.

### Iskolák
- Iskolák nem találhatók ebben a városrészben.

### Tömegközlekedés
- 6-os busz
- 35-ös busz

## Stromfeld lakótelep

### Határai
Verseny utca a 87-es úttól - Élmunkás utca - Kőszegi vasútvonal - 87-es út a Verseny utcáig

### Lakóház típusok
Sorházak és emeletes házak épültek itt.
Itt található a Liliom ház is.

### Fő utcák
- 87-es út

### Látnivalók
- Látnivalók nem találhatók ebben a városrészben.

### Iskolák
- Iskolák nem találhatók ebben a városrészben.

### Tömegközlekedés
- 6-os busz